# Ранко (озеро)
Ра́нко (исп. Lago Ranco) — озеро в Чили, располагается на территории провинции Ранко в западных предгорьях Патагонских Анд.
Площадь водосбора — 10 000 км².

## География
Озеро является четвёртым по величине озером Чили. Географически лежит в предгорье между Продольной долиной и Андами. Озеро имеет ряд островов, крупнейший из которых Гуапи. Сток по реке Рио-Буэно, которая впадает в Тихий океан в районе мыса Эскалера. На юго-западном берегу озера находится посёлок Лаго-Ранко, на юго-восточном — Раньинауэ, на западном — Пуэрто-Нуэво, на северном — Футроно, на северо-восточном — Льифен.

## Инциденты
6 февраля 2024 года при падении вертолёта в озеро погиб бывший президент Чили Себастьян Пиньера.